# قطار شبانه لیسبون
قطار شبانه لیسبون (به آلمانی: Nachtzug nach Lissabon) رمانی فلسفی از نویسنده سوئیسی پیتر بیری با نام مستعار پاسکال مرسیه است. اولین بار در آلمان سال ۲۰۰۴  منتشر شده و در سال ۲۰۰۸ به انگلیسی منتشر گردید که یکی از بزرگ‌ترین موفقیت‌های او در عرصه نویسنگی بود. این رمان به یک کتاب پرفروش بین‌المللی تبدیل شد. بیله آگوست، کارگردان دانمارکی، با اقتباس از این کتاب فیلمی به همین نام در سال ۲۰۱۳، با بازی جرمی آیرونز در نقش رائیموند گرگوریوس ساخت.
مرسیه با انتشار این کتاب، وارد جرگه نویسندگان فلسفی شد و ۱٫۵ میلیون نسخه از این کتاب و ترجمه آن به ۱۵ زبان فروخته شده‌است. ترجمه فارسی این اثر نیز مورد نقد و بررسی قرار گرفته‌است.

## معرفی
این اثر توجه شمار قابل توجهی از منتقدان و مخاطب‌ها را برانگیخته است.
خلاصه داستان
داستان این رمان، روایتی است از زندگی ریموند، معلمِ پنجاه و هفت سالهٔ مدرسه‌ای و متخصص زبان‌های باستانی از جمله یونانی، لاتین و عبری است، مردی که به آسایش پیش‌بینی‌پذیر زندگی ساده‌اش خو گرفته‌است؛ ناگهان در وسط کلاس درس، مدرسه را ترک می‌کند و تصمیم می‌گیرد به لیسبون برود تا رد پای یک نویسنده اسرارآمیز را پیدا کند. به تدریج عمیق‌تر غرق یادداشت‌ها و واکنش‌های نویسنده می‌شود؛ یادداشت‌هایی که دربارهٔ تجربیات اساسی و عمیق زندگی هستند. به علاوه با افراد بیشتری ملاقات می‌کند که به شدت تحت‌تأثیر آن فرد خارق‌العاده قرار داشته‌اند؛ افرادی که گاه به چشم یک پزشک، شاعر یا مبارز جنبش مقاومت علیه دیکتاتور به او می‌نگریسته‌اند. و..
مضمون
از درون‌مایه‌های اصلی این اثر می‌شود به مفهوم خودآگاهی، امکان درک و شناخت انسانی دیگر، و توانایی زبان در توصیف خودِ واقعی هر فرد اشاره کرد.
نقد و بررسی
در نشست نقد و بررسی که به بهانه ترجمه این اثر به فارسی برگزار شد.
- سعید فیروزآبادی دربارهٔ رمان شبانه لیسبون گفت که در این رمان شهر لیسبون مقابل اصفهان قرار دارد. در واقع سفر به اصفهان، سفری خیالی است که نویسنده در این رمان از آن بهره می‌گیرد و نماد فرهنگ شرق است. شخصیت داستانی هر شب رؤیایی از اصفهان می‌بیند و با نشان دادن این تقابل‌های مکانی، مفاهیمی عمیق از جمله مفهوم متفاوت زندگی برای انسان‌ها، را نشان می‌دهد.[۲]
- همچنین بلقیس سلیمانی در بررسی اثر عنوان کرد؛[۳] این کتاب قصه سفر در آفاق و انفس است و انسان در این رمان در پی مشخص کردن نسبت خود با جهان بیرون و درونش می‌رود. در واقع شخصیت اصلی این رمان در پی پاسخ به این سؤال است که اگر ما اکنون در موقعیت فرد دیگری در زندگی قرار داشتیم چه اتفاقی در زندگی و رفتارمان می‌افتاد.[۲]

## ترجمه فارسی
- رمان «قطار شبانه لیسبون» با ترجمه مهشید میرمعزی توسط نشر افق منتشر شده‌است. این کتاب طبق قانون کپی‌رایت و عقد قرارداد با پاسکال مرسیه نویسنده اثر و ناشر اصلی کتاب (Hanser Verlag) در ایران چاپ شده‌است.[۶]
- مهشید میرمعزی دربارهٔ ترجمه این اثر به فارسی گفته‌است؛ رمان قطار شبانه لیسبون در دسته رمان‌های فلسفی جای می‌گیرد؛ بدون هیجان آغاز می‌شود، ادامه می‌یابد و به همین ترتیب پایان می‌گیرد. می‌توان گفت تنها اتفاق مؤثر در این رمان، آشنایی شخصیت اصلی با یک زن است، که تقریباً در اوایل آن صورت می‌گیرد و باعث دگرگونی زندگی او می‌شود. به نظر من حتماً می‌باید این اثر به فارسی برگردانده می‌شد، اما ترجمه آن را چند سالی به تعویق انداختم؛ من در تمام مدت ترجمه به این فکر می‌کردم که آیا می‌توان در برگردان آن، لذت خود از خواندن را به مخاطب منتقل کنم؟ در این باره حداکثر تلاش خود را به کار بسته‌ام.[۵]
- ترجمه دیگری از این اثر با عنوان قطار شب به لیسبون به فارسی زهرا نیکان‌پور در نشر فراونگ عرضه شد.[۷]

## جوایز و اقتباس
کتاب قطار شبانه لیسبون به دلیل موفقیت در فروش و جذابیت علاوه بر کسب جوایز متعدد ادبی مبنای یک اقتباس سینمایی نیز قرار گرفته‌است.
جوایز
مرسیه در سال ۲۰۰۶ جایزه ماری لوئیز کاشنیتس و در ۲۰۰۷ جایزه گرینسانه کاوور را برای رمان قطار شبانه لیسبون از آن خود کرد. همچنین در همان سال نامزد بهترین کتاب اروپایی سال شد و مدال لیشتن‌برگ دانشگاه گوتینگن را هم از آن نویسنده خود کرد. در سال ۲۰۱۰ دانشگاه لوتسرن، درجه دکتری افتخاری را به وی عطا کرد.
اقتباس سینمایی
بر اساس این رمان فیلمی تحت عنوان قطار شبانه لیسبون ساخته شده‌است. در مقایسه رمان و نسخه سینمایی آن عنوان شده‌است که کتاب «قطار شبانه لیسبون» از فیلمش کامل‌تر است. البته شاید فیلم جذاب‌تر باشد چون نسخه نسبتاً عامیانه‌تر و قابل فهم‌تری نسبت به رمان است. همچین شخصیت پردازی رمان، بهتر و کامل تر از فیلم است و به نظر می‌رسد برای رسیدن به مدت زمان مناسب، این عنصر در نسخه سینمایی کمی سرسری گرفته شده‌است.
اقتباس شنیداری
فایل صوتی این کتاب را می توانید در سایت ایران صدا به نشانی http://book.iranseda.ir/detailsalbum/?VALID=TRUE&g=476283 پیدا نمایید. اثری ماندگار از کتابی ماندگار تر